# デポー大学

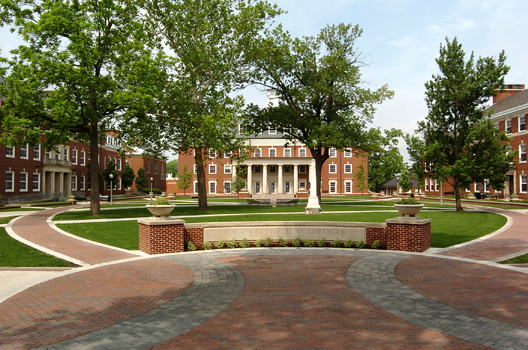
DePauw Quad

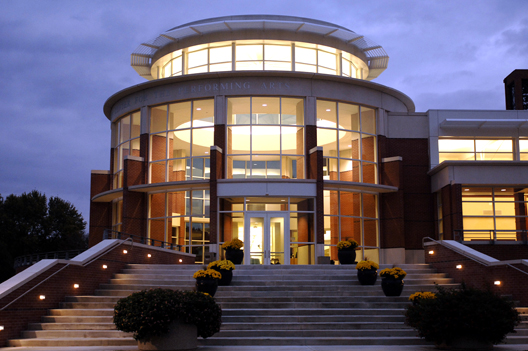
Depauw Performing Arts Center

デポー大学 (英語：DePauw University) は、アメリカ合衆国インディアナ州グリーンキャッスルに立地する私立大学である。
旧名は、インディアナ・アスベリー大学 (Indiana Asbury University)。

## 概略
1837年に創立され、1884年に現在の名称となった。2016年時点では学部生が2,264人である。
キリスト教メソジスト派のリベラルアーツカレッジであるが、宗教的イベントへの参加は要求されない。U.S. News & World Report によれば、リベラルアーツカレッジのランキングで全米51位にランクされる名門校である。Forbes America's Best Collegesでは78位。

## 学生生活
クラスサイズがとても小さく、学生と教授の比率が10:1なため、教授と学生の関係が良いことが強みである。ほとんどの入門クラスは24人以下、多くても30人以下で構成されており、上級クラスになると10人以下のクラスも多い。ディスカッションベースのクラスがほとんどである。また、教授の99％は博士号を取得しており、多くが、全米トップの賞をとっている。アイビーリーグで教鞭をとったことのある教授も数多くいる。教授陣全員が、教育に力を入れており、オフィスアワーを設けるほか、オフィスアワー外予約も可能で、何時間でも相談に乗る体制を整えている。学生は、クラスについての相談だけでなく、日々の生活や取り組んでいる研究内容など、様々な分野で教授に相談を持ちかける。また、学期末に学生を家に招き、食事を共にしたり、徒歩5分に位置するスターバックスで週末にお茶をしたりする教授も多くいる。
現在、インターナショナルスチューデント（留学生）は全体の8％を構成しており、彼らのサポートは手厚い。デポー大学は、留学生に対して多くの奨学金を出すことで有名である。受験プロセス中はInternational Liaison、1年生が始まる前の夏休みとオリエンテーション期間中、さらに最初の1年間は、International Student Ambassadorと、First-Year Mentorという、学内の厳正な選考を経て選ばれた学生たちが留学生をサポートする。さらに、留学生は、ホストファミリーやGlobal Partnerといったサポート体制も受けられる。Intercultural Life Officeは、International Student Service OfficeとMulticultural Student Service Officeの2部門に分かれており、すべての学生がサービスを受けられる。積極的にイベントを行う他、予約制で相談も可能である。

## 留学、大学院、就職実績
Kathryn F. Hubbard Center for Student Engagementが、学生の、学問以外の活動を総合的にサポートする。センター内には、留学サポートやインターンシップサポート、就職サポートなどのサービス、そして資料が整っている。また、著名卒業生との関係も良好であり、たびたびキャンパスを訪れた卒業生が、無料で学生と30分程度の個人面談を行う。2015年度には、デルタ航空会社のシニアVPが学校を訪れた。
就職実績としては、学生は主にマーケティング、コンサルティング、ファイナンス、ITのフィールドに進んでいる。(American Red Cross、Angie's List、Citigroup、General Mills、General Electric、Goldman Sachs、Microsoftなど)。
全米で名が知れた奨学金プログラムに多数合格者を毎年送り出していることでも有名であり、中でもフルブライト奨学金合格者数は、毎年全米でもトップに入る。
コロンビア大学、ハーバード大学、ジョンホプキンス大学、イェール大学など数々の名門大学院へ学生を輩出していることでも知られる。

## 伝統

### モナン・ベルゲーム
1890年に始まり毎年11月中旬に行われるデポー大学とワバッシュ大学同士のアメリカンフットボールゲーム。120年ほどの歴史を持ち、勝者は1932年から続く伝統に基づいて300ポンドあるモナン・ベルが授与される。
2010年現在での全体勝利回数は、ワバッシュカレッジが55勝53敗9引き分けでリードし、1932年のモナン・ベルの伝統が始まってからの勝利回数は36勝35敗6引き分けでデポー大学がリードしている。

## 卒業生
- ダン・クエール - アメリカ合衆国副大統領
- バーバラ・キングソルヴァー - 小説家
- 珍田捨巳 - 日本の外交官
- 小方仙之助 - 青山学院院長、宣教師
- 笹森卯一郎 - 鎮西学院院長、牧師
- Joseph P. Allen - 宇宙飛行士
- Albert J. Beveridge - アメリカ合衆国上院議員
- James B. Stewart - ピューリッツァー賞受賞者、弁護士、作家、ジャーナリスト
- デビッド・リリエンソール - アメリカ原子力委員会の委員長
- フェリド・ムラド - ノーベル生理学・医学賞受賞者
- Tim Collins - Citigroup ディレクター
- イーライ・リリー - イーライリリー・アンド・カンパニー創設者
- Bill Rasmussen, Scott Rasmussen - ESPN創設者
- Howard C. Sheperd, Sr. - Citibank 前プレジデント
- Steve Sanger - General Mills 前プレジデント兼CEO
- David Cryer - ブロードウェイ役者
- 飯久保廣嗣 - ケプナー・トリゴー（日本）初代社長、元米国インディアナ州在日名誉大使、記念ギャラリーを寄贈[10]